# L'Hôte (X-Files)
L'Hôte (The Host) est le 2e épisode de la saison 2 de la série télévisée X-Files. Dans cet épisode, Mulder et Scully traquent une créature aquatique mutante qui vit dans les égouts.
La créature de l'épisode a nécessité la création d'un costume très encombrant et est interprétée par Darin Morgan, qui est plus tard devenu scénariste pour la série. L'épisode a reçu un accueil favorable de la critique.

## Résumé
Au large de la côte du New Jersey, un membre d'équipage d'un cargo russe est entraîné dans la fosse septique par une créature. Quelques jours plus tard, son corps à moitié dévoré est retrouvé dans les égouts de Newark. Skinner relève Mulder de son travail aux écoutes téléphoniques afin qu'il enquête sur cette affaire, mais l'agent pense qu'il s'agit d'un banal règlement de comptes et que ce n'est qu'une nouvelle façon de le punir. En colère, il confie à Scully qu'il pense à démissionner du FBI mais lui demande néanmoins d'examiner ce corps non identifié. Au cours de l'autopsie, Scully trouve une douve vivante dans le foie du cadavre.
Pendant ce temps, à Newark, un égoutier est entraîné sous l'eau mais est sauvé par son équipier. Son examen médical révèle une trace de morsure animale dans son dos. Scully montre à Mulder la douve qu'elle a trouvée, et la bouche de celle-ci, bien que beaucoup plus petite, a la même forme que celle de la morsure. Mulder émet l'hypothèse que cela pourrait être l'œuvre d'une douve de taille humaine. Plus tard, il reçoit un appel d'un inconnu qui l'informe qu'il a un ami au FBI. Dans la nuit, l'égoutier, de plus en plus malade, recrache une douve de sa bouche et meurt peu après.
Alors que Mulder visite la station d'épuration où convergent les égouts de Newark, un humanoïde ayant une bouche semblable à celle d'une douve est pris au piège par la vidange d'une cuve. De son côté, Scully trouve un papier glissé sous sa porte qui l'aide à identifier le corps comme celui d'un marin russe. Mulder transmet son rapport à Skinner et celui-ci admet qu'il a eu tort de fermer le bureau des « affaires non classées » mais sous-entend qu'on ne lui a pas laissé le choix. Alors qu'elle est transportée dans une camionnette de l'United States Marshals Service, la créature tue le chauffeur et s'échappe. Elle se fait ramener à la station d'épuration par un camion-citerne, et Mulder comprend que le monstre cherche à regagner l'océan. Scully découvre pour sa part que la créature transmet une larve par sa morsure et cherche ainsi à se reproduire en utilisant des hôtes.
La créature est localisée dans un égout, et Mulder la traque en compagnie d'un technicien de la station d'épuration. Ce dernier est attaqué par la créature mais Mulder le sauve et tue apparemment la créature en refermant sur elle une grille qui la coupe en deux au niveau du bassin. Il retrouve ensuite Scully, qui lui explique que le monstre a été créé dans une soupe de radioactivité nucléaire à bord du cargo russe, lequel transportait des déchets provenant de la catastrophe nucléaire de Tchernobyl. Quelque part en mer, la partie supérieure de la créature ouvre les yeux.

## Distribution
- David Duchovny : Fox Mulder
- Gillian Anderson : Dana Scully
- Mitch Pileggi : Walter Skinner
- Darin Morgan : l'homme-douve
- Matthew Bennett : Frank, l'égoutier
- Gabrielle Rose : le docteur Zenzola
- Steven Williams : Monsieur X (voix seulement)

## Production
Chris Carter affirme que l’inspiration pour cet épisode lui est venue lorsque son chien a eu des vers. Pour écrire le scénario, il mêle cette situation, qu'il qualifie de « vraiment dégueulasse », à ses lectures de l'époque sur la catastrophe nucléaire de Tchernobyl et l'extinction des espèces. Carter déclare également qu'il était alors d'humeur irritable et a transmis cette irritabilité au personnage de Mulder, et qu'il a trouvé particulièrement intéressant de commencer à développer une relation entre Mulder et Skinner. Il décrit le personnage de l'homme-douve comme « l'incarnation du sentiment de vulnérabilité que tout le monde éprouve, quelque chose qui vit dans les profondeurs des égouts et peut venir vous mordre dans les endroits les moins élégants ».
L'homme-douve (Flukeman), affectueusement surnommé « Flukey » par l'équipe de tournage, est interprété par Darin Morgan, qui rejoindra l'équipe de scénaristes plus tard dans la saison. Le costume en latex porté par Morgan inclut des pieds en forme de nageoire caudale, des lentilles de contact jaunes et une fausse dentition. Il faut initialement six heures pour l'appliquer, le processus étant accéléré par la suite, et Morgan le porte jusqu'à vingt heures d'affilée pendant le tournage. Morgan doit donc aller aux toilettes avec et ne peut pas manger quand il le porte. Il trouve l'expérience « tout simplement horrible » et se souvient que lorsqu'il a de nouveau rencontré David Duchovny en tant que scénariste, l'acteur ne l'avait pas reconnu bien qu'ils aient tous deux échangé de nombreuses plaisanteries pendant le tournage de l'épisode. La combinaison se dissout dans l'eau, et le maquilleur Toby Lindala doit par conséquent la reconstituer tous les jours. Chris Carter estime que ne pas montrer entièrement l'homme-douve avant le climax de l'épisode contribue à le rendre encore plus terrifiant, et il était même prévu initialement d'en dévoiler encore moins .
Comme la grossesse de Gillian Anderson devient de plus en plus apparente, les scènes impliquant son personnage utilisent des artifices, au niveau des angles de caméra, de ses postures et des vêtements qu'elle porte, pour cacher son état. Les scènes se déroulant à la station d'épuration sont tournées à l'usine de traitement des eaux usées d'Iona Island, à Richmond, alors que celles se situant dans les égouts sont filmées dans une fosse aménagée dans le studio de tournage. Chris Carter demande à son père, qui travaille dans le bâtiment, de servir de conseiller technique à l'équipe chargée de construire cette fosse. La séquence prégénérique dans la salle des machines du cargo russe est filmée dans la centrale hydroélectrique de Surrey. Carter doit âprement négocier avec les censeurs de Fox pour que la scène où l'égoutier vomit une douve sous sa douche ne soit pas coupée. James Wong décrit cette scène comme « la plus répugnante jamais diffusée dans une série télévisée ».
Dans The X-Files Season 10, la suite de la série publiée sous forme de comics, une histoire en deux parties sert de continuation à l'épisode. L'homme-douve, qui s'est installé à Martha's Vineyard, s'est reproduit à de multiples reprises par l'intermédiaire d'hôtes mais lui et presque toute sa progéniture sont tués par le shérif local. La bande dessinée revient également plus en détail sur les origines de l'homme-douve.

## Accueil

### Audiences
Lors de sa première diffusion aux États-Unis, l'épisode réalise un score de 9,8 sur l'échelle de Nielsen, avec 17 % de parts de marché, et est regardé par 15,9 millions de téléspectateurs. En 2008, il est sélectionné pour faire partie des huit épisodes composant le DVD The X-Files: Revelations, commercialisé à l'occasion de la sortie au cinéma du film X-Files : Régénération

### Accueil critique
L'épisode reçoit un accueil globalement favorable de la critique. Le journal The Gazette le classe à la 5e place des meilleurs épisodes standalone de la série, mettant en avant « la qualité des maquillages, ses décors confinés et son sujet qui fait froid dans le dos » qui contribuent à amener la série « vers de nouveaux sommets d'horreur et de suspense ». Le magazine Entertainment Weekly lui donne la note de A+, évoquant un « exemple rare d'épisode pleinement résolu de façon satisfaisante » . Dans leur livre sur la série, Robert Shearman et Lars Pearson lui donnent la note de 3,5/5, évoquant une « histoire horrifique habile dans l'ensemble », même si elle s'essouffle au bout de trente minutes, et comportant quelques scènes « aussi horribles que formidables ». Pour le site Le Monde des Avengers, « l’intrigue constitue une merveille d’efficacité et la réalisation demeure haletante jusqu’au bout » tandis que l'homme-douve « mérite sa place au premier rang de l’incroyable panthéon des horreurs de la série ».
Zack Handlen, du site The A.V. Club, estime que l'épisode est de bonne facture, malgré sa structure circulaire « quelque peu redondante », notamment en raison de sa créature terrifiante par sa seule apparence et de sa continuité avec l'épisode précédent. John Keegan, du site Critical Myth, lui donne la note de 6/10, affirmant « qu'aussi divertissant que cet épisode puisse être », il « pèche dans sa résolution » et quelques éléments de l'intrigue ne se tiennent pas vraiment.
Le personnage de l'homme-douve est souvent cité parmi les « monstres de la semaine » les plus marquants de la série.  John Moore, du site Den of Geek, le classe à la 6e place des meilleurs méchants de la série. Louis Peitzman, du site Buzzfeed, le classe à la 6e place des monstres les plus effrayants de la série. Katie King, du webzine Paste, le classe à la 13e place des meilleurs monstres de la série. Pour Connie Ogle, de PopMatters, il figure parmi les monstres les plus mémorables de la série. Pour le magazine TV Guide, il compte parmi les monstres les plus effrayants de la série.